# Gabo Island
Gabo Island è un'isola di granito situata nello stretto di Bass, tra la cittadina di Mallacoota e Cape Howe, all'estremità orientale dello stato di Victoria, in Australia.
L'isola è famosa per il suo faro, il secondo più alto d'Australia, realizzato in granito rosa proveniente dall'isola stessa.

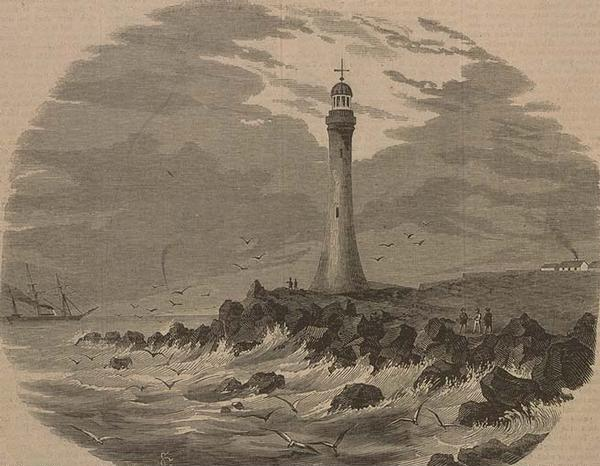
Il faro di Gabo Island (incisione del 1863)

## Geografia
Gabo Island è lunga circa 2,4 km e larga 0,8 km; ha una superficie di 1,54 km² e un'altezza di 52 m. La sua distanza dalla costa è di circa 500 m.
A ovest, a circa 5 km si trova la piccola Tullaberga Island che ha un'area di 4 ha (37°33′23″N 149°50′42″E).

### Fauna
Gabo e Tullaberga sono state identificate come Important Bird Area da BirdLife International per la loro importanza nella riproduzione della berta codacorta (6 000 coppie) e della beccaccia di mare fuligginosa.